# 基兰·克劳斯·帕特尔
基兰·克劳斯·帕特尔（英語：Kiran Klaus Patel，1971年10月1日—）是德国当代历史学者，研究重点为欧洲历史。他目前担任慕尼黑大学的欧洲史讲席教授，是慕尼黑大学欧洲项目中心的创始主任， 该中心专注于跨学科研究欧洲自1918年以来的历史。
帕特尔于1991年完成了在德国多瑙埃辛根（Donaueschingen）的弗斯滕贝格中学（Fürstenberg-Gymnasium）的高中学业。随后，他在弗莱堡大学（Albert-Ludwigs-Universität Freiburg）和柏林洪堡大学（Humboldt-Universität zu Berlin）攻读历史学位，时间跨度从1992年到1997年。在1999年，他曾在德国历史研究所（Deutsches Historisches Institut）进行了为期数月的研究项目。
在海因里希·奥古斯特·温克勒（Heinrich August Winkler）的指导下，他于2001年获得了博士学位。法兰克福汇报评论说："帕特尔本人既是欧洲怀疑论者，也是欧盟的坚定支持者（"欧盟可能会动摇，但不会沉沦"），受其导师海因里希·奥古斯特·温克勒的影响很大。"
2002年，帕特尔在柏林洪堡大学担任助理教授直至2007年，2006/2007年在哈佛大学欧洲研究中心担任“约翰·肯尼迪研究员”。从2007年到2011年，他在佛罗伦萨欧洲大学研究所（European University Institute）历史系和罗伯特·舒曼高级研究中心（Robert Schuman Centre for Advanced Studies）担任欧洲历史和跨大西洋关系教授。
从2011年到2019年，帕特尔担任荷兰马斯特里赫特大学（University of Maastricht）的欧洲和全球历史教授，并兼任历史系主任，研究重点是欧洲历史。
自2019年冬季学期起，他担任慕尼黑大学（LMU）19世纪和20世纪欧洲史教授。
帕特尔的主要作品包括《劳工士兵: 纳粹德国和美国新政的劳工服务，1933-1945年》等。2009年，他的著作《迫不得已的欧洲化：欧洲经济共同体农业整合中的联邦德国，1955-1975年》被南德意志报赞誉为“欧洲一体化史学的里程碑”(Ein Meilenstein der Geschichtsschreibung über die europäische Integration)。2018年，他出版了《欧洲项目：一部批判性历史》一书，南德意志报评论这本书"引领了学界重新审视欧洲历史和一体化进程"。除此之外，他还关注欧盟在全球的角色，法兰克福汇报曾经引用他的观点："中国并不是因为欧盟的道德价值观，而是因为欧盟的单一市场，才将其视为认真的谈判伙伴。"

## 荣誉和成就
在2013年，现任欧盟委员会主席乌尔苏拉·冯·德莱恩任命帕特尔为历史学家委员会的成员。这个委员会的使命是提供历史方面的专业意见，以支持欧盟决策制定和政策制定过程中的决策。 他还担任德国历史研究所科学顾问委员会主席，慕尼黑现代史研究所科学顾问委员会主席，欧洲共同体教授现代历史联络组织主席，巴伐利亚科学院历史委员会的成员。也是德国前总理维利·勃兰特基金会国际顾问委员会的一员，为该基金会的国际活动和项目提供了重要的指导和支持。
2023年被任命为欧洲研究理事会（ERC）Advanced Grant Panels 社科和人类学 “The Study of the Human Past” 评审专家小组主席，负责领导评审该领域资助项目，审查和评估提交的高级资助项目提案，以确定哪些项目应该获得资助，支持开展创新和高风险的研究项目。